# Drohnenvorfall über dem Schwarzen Meer 2023
Am Morgen des 14. März 2023 meldete das Verteidigungsministerium der Vereinigten Staaten einen Zwischenfall: ein russisches Su-27-Kampfflugzeug hatte eine US-amerikanische MQ-9-Reaper-Drohne abgefangen und den Propeller beschädigt; die Drohne stürzte ins Schwarze Meer. Damit hatten die russischen und die US-Luftstreitkräfte den ersten Kontakt seit Beginn der russischen Invasion in der Ukraine. Die US Air Force verurteilte die Aktionen als „rücksichtslos, umweltschädlich und unprofessionell“. Zudem war es das erste Mal seit Ende des Kalten Krieges, dass ein US-Flugzeug nach dem Angriff eines russischen Kampfflugzeug abstürzte.

## Hintergrund
Der Vorfall ereignete sich vor dem Hintergrund steigender Spannungen zwischen Russland und den Vereinigten Staaten, wobei die Biden-Administration Sanktionen verhängte und Moskau wegen seines Überfalls auf die Ukraine isolieren wollte. Laut US-Militärs haben zwei russische Kampfflugzeuge mehrmals vor der Kollision Treibstoff  abgelassen – möglicherweise um das Luftfahrzeug zu blenden oder beschädigen – und unsichere Manöver vor der unbemannten Drohne geflogen. Luftabwehrmaßnahmen seien nicht ungewöhnlich und dienten oft dazu, die Situation zu erkunden.  
Der Einsatz der Drohne wurde vom US-Militär vom Stützpunkt Ramstein aus verfolgt, insbesondere die von der Drohne gelieferten Videoaufnahmen. Der Sprecher des Verteidigungsministeriums erklärte vor der Presse: „In diesem besonderen Fall kollidierte [das russische Flugzeug] mit dem [US-]Flugzeug, beschädigte den Propeller und brachte es im Wesentlichen in eine Situation, in der es unfahrbar und unkontrollierbar war, so dass wir es zum Absturz bringen mussten.“ Die Drohne sei „weit entfernt“ von der Ukraine gewesen, ohne einen genauen Ort zu nennen. Er lehnte es ab, über die Bergung der Drohne zu sprechen, Russland habe sie aber nicht geborgen. Der Vorfall soll sich 139 km südwestlich der Krim ereignet haben.

## Vorfall
Über den Absturz gibt es zwei abweichende Darstellungen. Das United States European Command sagte, dass eine MQ-9-Reaper-Drohne über internationalen Gewässern im Schwarzen Meer flog und von zwei russischen Flugzeugen begleitet wurde, als eines der Flugzeuge vor die Drohne flog und Treibstoff abließ. Dann beschädigte eines der Flugzeuge den Propeller der Drohne, was zu ihrem Absturz ins Schwarzen Meer führte. Der Vorfall ereignete sich gegen 07:03 Uhr Ortszeit UTC+2 und dauerte insgesamt zwischen 30 und 40 Minuten.
Die russische Seite sagte, die Drohne sei entgegen von Russland für seine Militäroperationen in der Ukraine erlassenen Anweisungen für den Luftraum im Bereich des Vorfalls mit ausgeschaltetem Transponder geflogen. Das russische Verteidigungsministerium erklärte, dass seine Kampfjets keine Berührung mit der US-Drohne hatten und behauptete stattdessen, dass das unbemannte Luftfahrzeug (UAV) aufgrund von „harten Manövern“ abgestürzt sei. „Die russischen Kampfflugzeuge haben ihre Luftwaffen nicht eingesetzt, hatten keinen Kontakt mit der Drohne und sind sicher zu ihrem Heimatflugplatz zurückgekehrt“, sagte das Verteidigungsministerium.
Das US-Militär veröffentlichte am 16. März Bildmaterial vom Vorfall. Darauf ist zu sehen, wie ein russisches Kampfflugzeug beim Anflug auf die US-Drohne Treibstoff ablässt und nah heranfliegt.
Das vom United States European Command freigegebene Video in Zeitlupe zeigt zwei Anflüge eines russischen Kampfjets – Treibstoff ablassend – von hinten über die Drohne. Die zweite Szene endet mit einem Ausfall der Bildübertragung. Ein Bild aus derselben Perspektive (von bugnah seitlich unter dem Rumpf der Drohne) zeigt ein im äußersten Sechstel um 90° verbogenes Propellerblatt. Die Angaben über die ungefähren Orte der Kollision und des Aufschlagens der Drohne auf dem Wasser differieren je nach Quelle.. Das Wrack der Drohne liege in einer Wassertiefe zwischen 1200 und 1500 Meter.
Nikolai Patruschew, Sekretär des russischen Sicherheitsrates, erklärte, dass Russland versuchen werde die Drohne zu bergen.
Die Bergung durch die USA wird nicht nur durch die Tiefe der Gewässer erschwert, sondern auch durch das Fehlen von US-Marineeinheiten in der Region.
In der Nacht zum Mittwoch wurde berichtet, dass russische Schiffe an der Absturzstelle eingetroffen seien und möglicherweise Wrackteile bergen. John Kirby, Kommunikationsdirektor des United States National Security Council, bestätigte dies nicht, sagte aber, dass die USA es unmöglich gemacht habe, aus den Überresten der Drohne irgendetwas von geheimdienstlichem Wert zu gewinnen. Im Mai 2023 meldete das russische Portal Dzen, dass die geborgene Drohne „längst in Russland“ sei und dort ausgewertet würde.

## Reaktionen

### Vereinigte Staaten und NATO
Es war das erste Mal seit Ende des Kalten Krieges, dass ein US-Flugzeug abgestürzt ist, nachdem es von einem russischen Kampfflugzeug angegriffen wurde.
Laut John Kirby – dem Koordinator für Kommunikation im Nationalen Sicherheitsrat – wurde Präsident Joe Biden am Dienstagmorgen von Nationalen Sicherheitsberater Jake Sullivan über den Vorfall informiert. General Christopher Cavoli – der oberste alliierte Befehlshaber der NATO in Europa – informierte die NATO-Verbündeten über den Vorfall, der vom Weißen Haus und dem Pentagon stark verurteilt wurde. Sie warnten vor der Gefahr einer Eskalation.
Der russische Botschafter in den Vereinigten Staaten wurde im Zusammenhang mit dem Vorfall ins Außenministerium einbestellt.
Michael Clarke – Gastprofessor für Kriegsstudien am Londoner King’s College und ehemaliger Generaldirektor der britischen Denkfabrik Royal United Services Institute – sagte der BBC, der Zusammenstoß sei „mit ziemlicher Sicherheit ein Unfall“ („almost certainly an accident“) gewesen. Er sagte ferner: „Ich glaube nicht, dass ein Pilot dies absichtlich tun könnte [nur mit dem Propeller eines anderen Flugzeugs kollidieren], ohne sein Flugzeug und sein eigenes Leben ernsthaft zu gefährden“.

### Russland
Der russische Botschafter in den Vereinigten Staaten, Anatoli Antonow, sagte laut Reuters: „Wir betrachten diesen Vorfall als Provokation“, nachdem er zu einem Treffen mit Vertretern des Außenministeriums vorgeladen wurde.
Verteidigungsminister Sergei Schoigu verlieh dem Piloten, der mit seinem Flugzeug die Drohne traf, mehrere Orden. Als Begründung nannte man „die Verhinderung der Verletzung der Grenzen des Sondereinsatzgebiets durch die amerikanische MQ-9 Reaper-Drohne“.